# Rádio Comercial
Rádio Comercial est une station de radio privée portugaise du groupe Media Capital fondée en 1979 et appartenant au groupe Bauer Media Audio. Le directeur de la station est Pedro Ribeiro, lui-même animateur à l'antenne le matin.
Elle est, en 2012, la radio la plus écoutée du pays. 
Sa programmation musicale propose les tendances actuelles Pop, rock.

## Histoire
En 2022, la radio appartient désormais à Bauer Media Audio à la suite d'une opération de rachat des radios du groupe Media Capital.

## Programmation
Heures de Lisbonne (GMT +0).
Du Lundi au Vendredi

07-10h : Manhãs da Comercial, avec Pedro Ribeiro, Vera Fernandes, Vasco Palmeirim, Nuno Markl et Manuel Cardoso - inclus les rubriques Hoje é dia de, O Homen Que Mordeu O Cão et Mixórdia de Temáticas.

10-13h : Pedro Andrade. 

13-16h : Tecas.

16-19h : Já se faz tarde', avec Diogo Beja et Joana Azevedo.

19-22h : Ana Isabel Arroja.

22-01h : Comercial by Night, avec Ana Delgado Martins.
Samedi

07-10h :  Ana Isabel Arroja.

10-12h : Barulho das Luzes,avec Catarina Miranda.

12-13h : PRIMO: Programa Realmente Incrível Mas Obtuso, avec Nuno Markl et Vasco Palmeirim. 

13-16h : Vanda Miranda.

16-18h : TNT - Todos no Top XL, avec Pedro Ribeiro.

18-22h : Marta Campos.

22-00h :  Comercial Dance Sessions, avec João Vaz.
Dimanche

10-14h : Ana Isabel Arroja.

14-18h : Wilson Honrado.

18-20h : TNT - Todos no Top XL, com Pedro Ribeiro.(rediffusion).

20-22h : Vasco Palmeirim.

22-23h : PRIMO - Programa Realmente Incrível Mas Obtuso, avec Nuno Markl et Vasco Palmeirim (rediffusion).